# A treasure
A treasure is een livealbum van de Canadese singer-songwriter Neil Young. Het werd op 7 juni 2011 op vinyl uitgebracht en op 14 juni dat jaar op compact disc en blu-ray. De muziek werd in 1984/1985 opgenomen tijdens een toer met The International Harvesters. Op het album staan vijf niet eerder uitgebrachte liedjes.

## Tracklist
| Nr. | Titel                           | Duur |
| --- | ------------------------------- | ---- |
| 1.  | Amber Jean                      | 3:16 |
| 2.  | Are you ready for the country?  | 3:38 |
| 3.  | It might have been              | 2:42 |
| 4.  | Bound for glory                 | 5:57 |
| 5.  | Let your fingers do the walking | 3:00 |
| 6.  | Flying on the ground is wrong   | 4:47 |
| 7.  | Motor city                      | 3:21 |
| 8.  | Soul of a woman                 | 4:26 |
| 9.  | Get back to the country         | 2:27 |
| 10. | Southern Pacific                | 7:51 |
| 11. | Nothing is perfect              | 5:00 |
| 12. | Grey riders                     | 5:58 |

## Bezetting
- Neil Young - gitaar, zang

De International Harvesters (niet te verwarren met de Zweedse band) bestonden uit:
- Ben Keith - slidegitaar
- Rufus Thibodeaux - fluit
- Spooner Oldham - piano
- Hargus "Pig" Robbins - piano
- Karl Himmel - drums
- Tim Drummond - basgitaar
- Joe Allen - basgitaar

## Hitnoteringen
| Hitlijst        | Vlag van Noorwegen | Vlag van Canada | Vlag van Nederland | Vlag van Verenigde Staten | Vlag van Nieuw-Zeeland | Vlag van Verenigd Koninkrijk | Vlag van Oostenrijk | Vlag van Vlaanderen | Vlag van Wallonië | Vlag van Frankrijk |
| Hoogste positie | 9                  | 18              | 22                 | 29                        | 37                     | 38                           | 39                  | 43                  | 89                | 116                |

### NederlandseAlbum Top 100
| Positie: | 22 | 31 | 39 | 48 | 80 | 74 | 70 | uit |

### VlaamseUltratop 100Albums
| Hitnotering: 18-06-2011 t/m 23-07-2011 | Hitnotering: 18-06-2011 t/m 23-07-2011 | Hitnotering: 18-06-2011 t/m 23-07-2011 | Hitnotering: 18-06-2011 t/m 23-07-2011 | Hitnotering: 18-06-2011 t/m 23-07-2011 | Hitnotering: 18-06-2011 t/m 23-07-2011 | Hitnotering: 18-06-2011 t/m 23-07-2011 | Hitnotering: 18-06-2011 t/m 23-07-2011 |
| Week:                                  | 1                                      | 2                                      | 3                                      | 4                                      | 5                                      | 6                                      | -                                      |
| -------------------------------------- | -------------------------------------- | -------------------------------------- | -------------------------------------- | -------------------------------------- | -------------------------------------- | -------------------------------------- | -------------------------------------- |
| Positie:                               | 79                                     | 43                                     | 39                                     | 59                                     | 84                                     | 97                                     | uit                                    |